# Nieuwe Mariadom
De Nieuwe Sint Mariadom (Duits: Neuer St. Mariendom) is de rooms-katholieke kathedraal van het aartsbisdom Hamburg. De kathedraal bevindt zich in het stadsdeel Sankt Georg aan de Danziger Straße in Hamburg. Bij de oprichting van het aartsbisdom Hamburg op 7 januari 1995 werd de Mariakerk tot domkerk verheven.

## Nieuwbouw
Het godshuis werd van 1889 tot 1893 als rooms-katholieke parochiekerk gebouwd naar het ontwerp van de uit Paderborn afkomstige kerkbouwmeester Arnold Güldenpfennig.
Het is de eerste katholieke nieuwbouw in Hamburg sinds de reformatie van de stad (een verbod op publieke missen ging in 1529 in) en de tweede katholieke kerk na de Sint-Ansgariuskerk. De nieuwbouw mocht niet in het oude stadsgebied van Hamburg plaatsvinden, maar moest buiten de muren van de oude stad plaatsvinden in het stadsdeel Sankt Georg. De kerk werd gewijd op 28 juni 1893 door bisschop Bernhard Höting uit Osnabrück.

## De bombardementen
Tijdens de geallieerde luchtaanvallen op de burgerbevolking van Hamburg werden naast alle ramen ook delen van het dak en de gewelven verwoest.

## Inrichting
- Het neobyzantijnse mozaiëk in de apsis stelt de kroning van Maria door Christus voor. Het Latijnse schrift luidt Assumpta est Maria in coelum (vert.: Maria wordt ten Hemel opgenomen). Het mozaïek werd in 1943 in München vervaardigd maar wegens de bommenschade pas in 1948 in de kerk aangebracht.
- De moderne gekleurde beglazing van de onderste ramen in de zijschepen stellen scènes voor uit het leven van de profeet Jesaja en werden gemaakt door de protestantse kunstenaar Johannes Schreiter.
- Het altaarkruis, dat ter gelegenheid van de 100e verjaardag van de kerk werd gemaakt, werd gemaakt uit de 4000 jaar oude veeneik. De voorzijde toont de gekruisigde Christus; de achterzijde het Lam Gods.
- De neoromaanse beschildering van de kerk werd in de jaren 60 overgeschilderd. In het kader van de restauratie van de dom werden in 2008 vier muurbeschilderingen uit het jaar 1927 blootgelegd. De beschilderingen stellen scènes uit het leven van Maria voor.
- Op Allerheiligen 2012 werd in het zuidelijke zijschip een herdenkingsplek gewijd voor de Martelaren van Lübeck. De crypte en het columbarium zijn over het zuidelijke zijschip toegankelijk.
- In het zuidelijke zijschip bevindt zich een uit de dom van Hildesheim afkomstige armrelikwie van de heilige Ansgarius; in de crypte wordt sinds 2010 een kruisrelikwie bewaard.

## Renovatie en modernisering
Vanaf juli 2007 werd er een verbouwing uitgevoerd en een nieuwe sacristie aangebouwd om aan de eisen te voldoen van een kathedrale kerk. Met een plechtige altaarwijding op 23 november 2008 werd de kerk als "Nieuwe Mariadom" heropend. De bouwkosten bedroegen rond de € 7,8 miljoen en werden uit giften gefinancierd. Met de modernisering kreeg de kerk een sterker profiel als hoofdkerk van de katholieken in Noord-Duitsland. De herinrichting van het interieur werd verzorgd door de Keulse kunstenaar W. Gies. Belangrijke veranderingen waren het artistieke ontwerp van de altaarruimte met ambo en koorgestoelte; de aanleg van een atrium met domkerkhof en sacristie; nieuwe portalen, een nieuwe vloer van natuursteen, de sanering van de beglazing; een grondige renovatie van het orgel en een restauratie van de kerkbanken alsmede de vernieuwing en beschildering van het stucwerk en het technische installatiewerk. Onder de kerk werd een nieuwe crypte aangelegd. Ook werden delen van de beschildering uit 1920 opnieuw blootgelegd.